# Charles Bluhdorn
Charles George Bluhdorn (nacido Karl Georg Blühdorn; 20 de septiembre de 1926-19 de febrero de 1983) fue un industrialista estadounidense nacido en Austria.

## Primeros años
Bluhdorn nació en Viena, Austria, siendo hijo de Rosa Fuchs y Paul Blühdorn. A los 16 años empezó a estudiar en New York, donde estudió en el City College of New York y Columbia University.

## Carrera
En 1946, Bluhdorn empezó a trabajar en el New York Cotton Exchange por $15 a la semana. Otras fuentes dicen que Bluhdorn emigró a los Estados Unidos en 1942 y sirvió en las fuerzas aéreas del ejército.

### Gulf+Western
En 1956, Bluhdorn compró Michigan Plating and Stamping, una compañía de partes de coche pequeña que finalmente se convertiría en Gulf+Western Industries, un conglomerado que fue 61st en el Fortune 500 en 1981.
Subsidiarias de Gulf+Western incluían Paramount Pictures, Madison Square Garden, y Simon & Schuster. Paramount fue sugerida a Bluhdorn por Sumner Redstone y el jefe de publicidad de Paramount, Martin S. Davis.
En 1974, Bluhdorn fue remplazado como director ejecutivo de Paramount por Barry Diller, convirtiendo a Diller, a la edad de 32 años, en el jefe de un estudio de películas más joven de la historia y el primero en venir del negocio de la televisión.

### República Dominicana
Bluhdorn era muy consciente del potencial económico de la República Dominicana, invirtiendo significantes cantidades de recursos en su desarrollo social y económico. A Bluhdorn se le acredita ser “el padre de la industria del turismo Dominicano.”
En 1967, Gulf+Western pagó $54 millones por South Puerto Rico Sugar Company. La mayoría de las operaciones de la compañía se encontraban en la República Dominicana, siendo dueña del Central Romana en La Romana. En un punto, la compañía empleaba 19,000 personas, haciéndola el empleador privado mas grande del país.
Gulf+Western adquirió Consilidated Cigar en 1968 y luego movió operaciones de producción de cigarros en las Islas Canarias a La Romana. También creó la Corporación Financiera Asociada.
En 1969, el gobierno Dominicano y Gulf+Western Americas Corporation establecieron una zona franca en La Romana. La zona era administrada por Operadora Zona Franca de La Romana, una subsidiaria de Gulf+Western Americas.
Ya que Gulf+Western había comprado Paramount en 1966, Bluhdorn tenía planes de especializar la isla en la producción de filmes. Bluhdorn constantemente invito a productores, directores, escritores y estrellas de cine para convencerlos de la idea y que apreciaran la belleza natural del país.
- The Godfather Part II (1974) – Las escenas que tomaban lugar en Cuba fueron filmadas en Santo Domingo.
- Sorcerer (1977) – Filme producido en la República Dominicana.[7]
- Apocalypse Now (1979) – Algunas escenas fueron filmadas en el Río Chavón.

En 1975, Gulf+Western uso una parte desocupada de la tierra que había adquirido al comprar South Puerto Rico Sugar para la construcción del resort Casa de Campo.
Uno de los amigos Dominicanos de Bluhdorn, Oscar de la Renta, fue encargado de diseñar el interior de Casa de Campo.
En 1976, tras una reunión entre Bluhdorn y Steve Ross (fundador y director ejecutivo de Warner Communications), los New York Cosmos jugaron contra Violette AC de Haiti en Santo Domingo. El juego de soccer fue auspiciado por la división Central Romana de Gulf+Western Americas.
Kayser-Roth (una división de Gulf+Western) era dueño del concurso de belleza Miss Universo tras su adquisición de Pacific Mills. Pacific Mills había inventado el concurso para vender su marca de ropa de baño Catalina. Miss Universo 1977 se hizo en la República Dominicana para promover el turismo en el país.
Roberto Copa (un anterior diseñador de sets de Paramount) diseñó Altos de Chavón en 1976 y la villa fue construida por Bluhdorn a principios de los años 1980s. La hija de Bluhdorn, Dominique Bluhdorn, es la presidenta actual del Altos de Chavón Cultural Center.
Altos de Chavón también tiene un anfiteatro el cual fue inaugurado por Frank Sinatra en 1982. Bluhdorn hizo que Paramount Pictures grabara el concierto, el cual sería mostrado al resto del mundo.

## Vida personal
Charles se casó con Yvette M. LeMarrec, anteriormente de París, en los años 1950s.
Bluhdorn solía ser conocido como el “Austríaco loco de Wall Street.” También era infame por su fuerte acento Austro-Aleman. Bluhdorn mantuvo su posición como director ejecutivo de Gulf+Western hasta su muerte.
Bluhdorn era amigo del anterior presidente de la República Dominicana Joaquín Balaguer y el anterior líder de Cuba Fidel Castro. Bluhdorn conoció a Castro en una reunión en La Habana, la cual duró alrededor de siete horas. Segun Michael Eisner en su autobiografía, Work in Progress, durante uno de sus primeros viajes a la República Dominicana, Bluhdorn sugirió una idea para un filme: una secuela de Bad News Bears en Cuba donde Castro anota el home run ganador (Bluhdorn también sugirió una película en la que Toro Sentado conoce a Hitler).
Bluhdorn murió a la edad de 56 años a causa de un ataque cardíaco en su jet privado mientras volvía a su casa en New York desde Casa de Campo en la República Dominicana el 19 de febrero de 1983.
Su funeral privado fue en la iglesia St. Mary's Church en Ridgefield, Connecticut. Entre las personas que fueron se encontraba el anterior Secretario de Estado Henry Kissinger, quien también fue amigo de Bluhdorn.
En la película el padrino 3 indican en los créditos que su vida fue inspiración para la realización de la misma.